# Futbolen Klub Jantra Gabrovo
Il Futbolen Klub Jantra Gabrovo (in bulgaro Футболен Клуб Янтра Габрово?), noto anche come Jantra, è una società calcistica bulgara con sede nella città di Gabrovo. Milita nella Vtora liga, la seconda divisione del campionato bulgaro.
Disputa le partite interne allo stadio Hristo Botev di Gabrovo (14 000 posti).

## Storia
La squadra fu fondata nell'estate del 1919 con il nome di Futbolen Klub Grad Gabrovo (in bulgaro Футболен КлубГрад Габрово?, "Club calcistico Città di Gabrovo") da Hristo Bobčev, Denčo Nedjalkov, Simeon Kostov, Kosta Tepavičarov, Nikola Vulnarov, Nenčo Dimitrov, Hristofor Negencov, Hristofor Stomonjakov, Hristo Karafezov, Dimitar Popov, Sava Mihajlov, Ivan, Naniu and Georgi Nenov. Il 21 settembre dello stesso anno disputò la sua prima partita, in cui batté per 1-0 il Lokomotiv GO. Questo fu l'undici iniziale: Sava Mihajlov (portiere), Ivan Nanev, Nikola Rašev, Georgi Nanev, Simeon Kostov, Nikola Vulnarov, Stojan Nanev, Dosiu Peev, Hristo Bobčev, Nenčo Dimitrov and Nencčo Stojanov. ALl'inizio degli anni '20 la squadra si affiliò all'associazione ginnica Junak, ma ben presto si costituì come società autonoma dal nome Balkan, divenuta poco dopo FK Oto, denominazione che deriva dal soprannome di Spiridon Nedevskij. Il club divenne poi Aprilov, FK Čardafon e Čardafon-Orlovec.
Nel 1928-1929, 1931-1932, 1932-1933 e 1933-1934 partecipò al campionato bulgaro di calcio come campione della regione di Tărnovo e come campione della regione di Gabrovo nel 1944-1945 e nel 1947-1948. Nel 1944-1945 raggiunse i quarti di finale del campionato.
Dal 1970 al 1972, dal 1973 al 1975 e dal 1990 al 1994 militò nella massima serie bulgara.
Nel 1973 assunse la denominazione di Futbolen Klub Jantra (dallo Jantra, fiume bulgaro affluente del Danubio), mantenuto sino al 1994, quando, dopo la retrocessione e il coinvolgimento in un caso di corruzione, divenne nuovamente FK Čardafon. Nel 2001 riassunse il nome di Jantra.
Retrocesso in terza serie alla fine della stagione 2005-2006, l'anno dopo si iscrisse al campionato regionale di nord-ovest della terza divisione, che vinse, venendo promosso nel girone ovest della seconda serie. Retrocesso nuovamente alla fine dell'annata 2007-2008, alla fine della stagione 2008-2009 si fuse con lo Jantra 2000, altra squadra cittadina, assumendo la denominazione di FK Jantra 1919, spostandosi allo stadio Hristo Botev. Cambi anche colori sociali, passando dal bianco-verde al nero-verde.
A causa di insolvenze, il 23 marzo 2012 il club rinunciò all'iscrizione alla terza divisione bulgara e fu dichiarato fallito.
Nel 2016 il neoricostituito Futbolen Klub Jantra Gabrovo riuscì a ottenere la promozione in terza divisione. Nel 2017 fu promosso in terza serie un altro club cittadino, lo Jantra Gabrovo 1919, retrocesso in quarta serie al termine della stagione 2017-2018.
L'8 luglio 2019 le due squadre si fusero a formare lo Jantra Gabrovo 2019, che vinse il campionato di terza divisione nel 2019-2020, ascendendo in Vtora liga.

## Palmarès

### Competizioni nazionali
- Treta amat'orska futbolna liga: 1

2019-2020

## Organico

### Rosa 2021-2022
Aggiornata al 25 giugno 2021.
| N. |                     | Ruolo | Calciatore                   |
| -- | ------------------- | ----- | ---------------------------- |
| 4  | Bulgaria (bandiera) | D     | Simeon Chatov                |
| 5  | Bulgaria (bandiera) | D     | Kostadin Gadzhalov           |
| 6  | Bulgaria (bandiera) | C     | Petar Kazakov                |
| 7  | Bulgaria (bandiera) | C     | Hristiyan Kozhuharov         |
| 8  | Bulgaria (bandiera) | A     | Plamen Kozhuharov (capitano) |
| 10 | Bulgaria (bandiera) | C     | Ivaylo Ivanov                |
| 11 | Bulgaria (bandiera) | C     | Iskren Pisarov               |
| 12 | Bulgaria (bandiera) | P     | Bogomil Tsintsarski          |

| N. |                     | Ruolo | Calciatore       |
| -- | ------------------- | ----- | ---------------- |
| 16 | Bulgaria (bandiera) | D     | Preslav Petrov   |
| 18 | Bulgaria (bandiera) | C     | Erik Pochanski   |
| 19 | Bulgaria (bandiera) | D     | Georgi Varbanov  |
| 22 | Bulgaria (bandiera) | C     | Vladislav Misyak |
| 23 | Bulgaria (bandiera) | P     | Petar Ivanov     |
| 24 | Bulgaria (bandiera) | C     | Vladimir Michev  |
| 89 | Bulgaria (bandiera) | D     | Martin Angelov   |